# Jan Tomaszewski
Jan Tomaszewski (* 9. ledna 1948, Vratislav) je bývalý polský fotbalista a poslanec.
Hrál brankáře v řadě klubů, nejdéle v ŁKS Łódź. Hrál na MS 1974 (3. místo) a 1978 a na OH 1976 (2. místo).

## Hráčská kariéra
Jan Tomaszewski byl brankář v Gwardii Wrocław, Śląsk Wrocław, Legii Warszawa, ŁKS Łódź, Beerschotu a Hérculesu. V reprezentaci chytal 63 zápasů. Hrál na MS 1974 (3. místo, chytil 2 penalty) a 1978 a na OH 1976 (2. místo).

## Politika
V roce 1982 vstoupil do Vlasteneckého hnutí národního obrození a podporoval zavedení stanného práva. V roce 2011 kandidoval v parlamentních volbách z posledního místa na seznamu strany Právo a spravedlnost ve volebním obvodu v Lodži. Získal parlamentní křeslo, ale do strany nevstoupil. Roku 2012 byl na měsíc vyloučen z parlamentního klubu Právo a spravedlnost. Roku 2014 rezignoval na členství v klubu PiS. Roku 2015 byl přijat do poslaneckého klubu Občanské platformy. Ve volbách v roce 2015 nebyl znovu zvolen ze seznamu PO v Piotrkowě.

## Úspěchy

### Klub
Beerschot
- Belgický pohár: 1979

### Reprezentace
Polsko
- 3. místo na mistrovství světa: 1974
- 2. místo na olympijských hrách: 1976